# Guram Giorbelidze
Guram Giorbelidze (en georgià: გურამ გიორბელიძე; nascut a Bolnisi el 25 de febrer de 1996) és un futbolista professional georgià que juga de lateral esquerre a l'Erzurumspor i a la selecció georgiana.

## Trajectòria
Giorbelidze va debutar a l'Erovnuli Liga a l'equip de la seva ciutat, el Sioni Bolnisi. Després del descens a l'Erovnuli Liga 2 amb el seu equip va fitxar pel Dila Gori, acabant a la tercera posició de la lliga. Després d'aixó, Giorbelidze es va incorporar al Wolfsberger AC, equip de la Bundesliga austríaca de futbol, el juliol de 2020, signant un contracte de dos anys amb una opció d'un any addicional. El 29 de novembre de 2020 va debutar a la lliga professional amb el Wolfsberger AC, com a suplent en un empat a 1 contra el Ried. La temporada 2021-22 va ser cedit al Dinamo Dresden de la 2.Bundesliga.
El 17 de juliol de 2022, es va unir al Zagłębie Lubin de l'Ekstraklasa polonesa amb un contracte de dos anys. Giorbelidze es va guanyar ràpidament un lloc a l'onze titular i va jugar 15 partits de lliga amb el Zagłębie durant la primera meitat de la temporada. Després de l'acomiadament de l'entrenador de l'equip, Piotr Stokowiec, el nou entrenador, Waldemar Fornalik, va considerar que Giorbelidze era prescindible. El 22 de febrer de 2023 va ser cedit al Dinamo Batumi fins al final de la temporada.
El 7 d'agost de 2023, Giorbelidze va signar un contracte de dos anys amb el Vojvodina, equip de la Superlliga sèrbia.
A principis de setembre de 2024, Giorbelidze va fitxar per l'Erzurumspor, equip de la segona divisió turca, amb un contracte d'un any.

## Selecció nacional
Després de ser convocat per primera vegada a l'octubre de 2017, Giorbelidze va debutar amb la selecció sub-21 de Geòrgia a l'octubre de 2018. Va debutar amb la selecció de Geòrgia en una derrota per 1-0 contra Suècia a la fase de classificació per a la Copa del Món de la FIFA 2022 el 25 de març de 2021.

## Estadístiques

### Internacional
Actualitzat a 20/06/2025
| Selecció nacional | Any   | Partits | Gols |
| ----------------- | ----- | ------- | ---- |
| Geòrgia           | 2021  | 9       | 0    |
| Geòrgia           | 2022  | 2       | 0    |
| Geòrgia           | 2025  | 1       | 0    |
| Total             | Total | 12      | 0    |

### Clubs
Actualitzat a 05/01/2025
| Club           | País     | Any       | Partits | Gols |
| -------------- | -------- | --------- | ------- | ---- |
| Sioni Bolnisi  | Geòrgia  | 2013-2018 | 91      | 1    |
| FC Dila Gori   | Geòrgia  | 2019-2020 | 37      | 0    |
| Wolfsberger AC | Geòrgia  | 2020-2022 | 23      | 0    |
| Dynamo Dresden | Alemanya | 2021-2022 | 19      | 0    |
| Zagłębie Lubin | Polònia  | 2022-2023 | 16      | 0    |
| Dinamo Batumi  | Geòrgia  | 2023      | 16      | 0    |
| Vojvodina      | Sèrbia   | 2023-2025 | 14      | 0    |
| Erzurumspor    | Turquia  | 2025-     | 13      | 1    |

## Palmarès
Dinamo Batumi
- 1 Erovnuli Liga: 2023

Individual
- Membre de l'equip de la temporada de l'Erovnuli Liga 2019 [12]